# René Eller
René Eller ist ein niederländischer Regisseur von Werbefilmen, einem Spielfilm und Musikvideos.

## Leben
Im Jahr 1987 begann René Eller seine Laufbahn in der Werbebranche als Ausstatter für Castings, bevor er 1990 hinter die Kamera ging. Mit Spots unter anderen für Aiwa, Coca-Cola, Heineken, Grolsch, Campari, Polaroid, ASICS, Nissan und Menzis, die er zum Teil für Propaganda Films (USA) erstellte, gelang es ihm, sich international einen Namen als Werbefilmer zu machen.
Eller zeichnet außerdem verantwortlich für eine Reihe von Musikfilmen bekannter Interpreten, darunter Herbert Grönemeyer, Boy George, Echt, Die Toten Hosen und Zinoba. Der Video-Clip Wenn ich wollte, den er für die Band Selig erstellte, wurde 1995 mit dem ECHO ausgezeichnet.
1997 gründete Eller das „Miauw Projekt“ und kaufte im Zentrum von Amsterdam eine alte Kirche, die er zu einem mehrstöckigen Clubhaus mit 18 Appartements und einigen Konferenzräumen umbaute. Dort treffen sich inzwischen Geschäftsleute der kreativen Branche aus aller Welt. Der „For Members Only-Club“ mit dem Namen Baby hat sich inzwischen zum Kommunikationszentrum für Journalisten, Models, Werbetexter und Regisseuren etabliert.
Zudem ist Eller Herausgeber eines Magazins, das ebenfalls den Namen „Baby“ trägt, und das seinen Sitz in Amsterdam und Berlin hat.
2018 drehte er mit Wir – Der Sommer, als wir unsere Röcke hoben und die Welt gegen die Wand fuhr seinen ersten Spielfilm.

## Musikvideos (Auswahl)
- 1994: Destiny, Kenny Thomas
- 1994: The Return of Alex, Die Toten Hosen
- 1994: Wenn ich wollte, Selig
- 1994: Someday, Ké
- 1995: Stardust, Menswe@r
- 1995: Roll to me , Del Amitri
- 1995: Funtime, Boy George
- 1996: Halt mich, Herbert Grönemeyer
- 1996: Dancing in the Sunshine, Fury in the Slaughterhouse
- 1996: I love, Ernel
- 1999: Are you Real, Fury in the Slaughterhouse
- 1999: Lola Natural Born Hippies
- 2001: Stehengeblieben, Echt
- 2002: Böser Engel, Marius Müller-Westernhagen
- 2003: Hinterm Licht, Zinoba
- 2009: Schau Schau, Selig

## Spielfilm
- 2018: Wir – Der Sommer, als wir unsere Röcke hoben und die Welt gegen die Wand fuhr